# Río Tjukjan
El río Tjukjan (o también transliterado, Tyukyan o Tjujukėn) (del ruso: Река Тюкян) es un largo río ruso localizado en la Siberia asiática, afluente por la izquierda del río Vilyuy, a su vez afluente por la izquierda del río Lena en su curso bajo. Tiene una longitud de 747 km y drena una cuenca de 16.300 km² (mayor que países como ).
Administrativamente, el río Tjukjan discurre por la república de Saja de la Federación de Rusia.

## Geografía
Se origina en el extremo nordeste de la meseta Central Siberiana y discurre en dirección sureste, y luego sur, por la zona central de Yakutia, primero en una zona bastante llana cubierta de permafrost, y luego en una más pantanosa, con muchos pequeños lagos. Desemboca en el río Vilyuy, a mitad de camino  entre las pequeñas de Vilyuysk (9.949 hab. en 2006) y Niurba (9.474 hab. en 2009), justo al poco de haberlo hecho por la misma mano el río Tiung. 
Su principal afluente es el río Čilli (Чилли) (349 km y una cuenca de 5 290 km²), que le aborda por la margen derecha. 
El río está helado desde la segunda quincena de octubre a finales de mayo-primeros de junio. En su curso, no hay ningún centro urbano de importancia. El río no es navegable.